# Pinheirinho do Vale
Pinheirinho do Vale è un comune del Brasile nello Stato del Rio Grande do Sul, parte della mesoregione del Noroeste Rio-Grandense e della microregione di Frederico Westphalen.